# 시탕강 굽이 전투
시탕강 굽이 전투(영어: Battle of the Sittang Bend) 또는 싯탕 작전(일본어: シッタン作戦)은 제2차 세계 대전 말기 일어난 버마 전역에서 있었던 일련의 연계된 일본의 군사 작전들이었다. 페구 산맥으로 쫓겨난 일본군 생존자들은 영국군으로부터 후퇴하는 다른 일본군과 합류하기 위해 동쪽으로 탈출을 시도했다. 일본 28군은 처음에는 33군, 나중에는 15군의 지원을 받아 탈주를 목표로 삼았다. 예비적으로, 일본 제33군은 연합군의 주의를 분산시키기 위해 시탕강 어귀 근처의 시탕강 굽이에 있는 연합군의 거점을 공격했다. 영국군은 탈출 시도에 대해 경고를 받았고, 이 탈출 시도는 일본인들이 많은 손실을 입음으로써 비극적으로 끝났으며, 일부 일본군 편제는 궤멸되었다.
일본군 사상자는 약 14,000명으로 절반 이상이 사망했으며, 영국군은 95명이 사망하고 322명이 부상을 입었다. 일본군의 탈출 시도와 이어진 영국군과 일본군의 전투는 제2차 세계 대전에서 서구 연합군이 치른 마지막 육상 전투였다.